# Lars Ericsson (friidrottare)
Lars Ericsson, född den 11 november 1957 i Sundsvall, är en svensk före detta friidrottare (långdistanslöpare). Han tävlade för IF Rigor, Väsby IK och Mälarhöjdens IK.